# Cock Luyten
Cornelis Everardus "Cock" Luyten (Rotterdam, 16 oktober 1936 – Breda, 7 april 2023) was een Nederlands voetballer. Hij speelde als aanvaller onder meer bij NAC en Feijenoord.
Luyten ging in 1956 van SC Neptunus naar NAC. In de zomer van 1965 werd hij getransfereerd naar Feijenoord, waar hij samen met Coen Moulijn in de aanval speelde. Van 1966 tot 1968 speelde hij voor D.F.C.. Na het seizoen 1967/68 keerde hij terug naar NAC. Hij bouwde vanaf 1971 af bij Neptunus. Na zijn voetbalcarrière was Luyten enige tijd  uitbater van een sportzaak op de Nieuwe Haagdijk in Breda.